# Ризиковий капітал
Ризиковий капітал — довгострокові інвестиції, вкладені в цінні папери чи підприємства з високим чи відносно високим ступенем ризику, наприклад, у нові підприємства, в очікуванні надзвичайно високого прибутку. Іноді інвестиції використовуються для вкладення у власний капітал чи звичайні акції, дивіденди на які змінюються в залежності від отриманою компанією прибутку.